# مستر بينز هوليداي

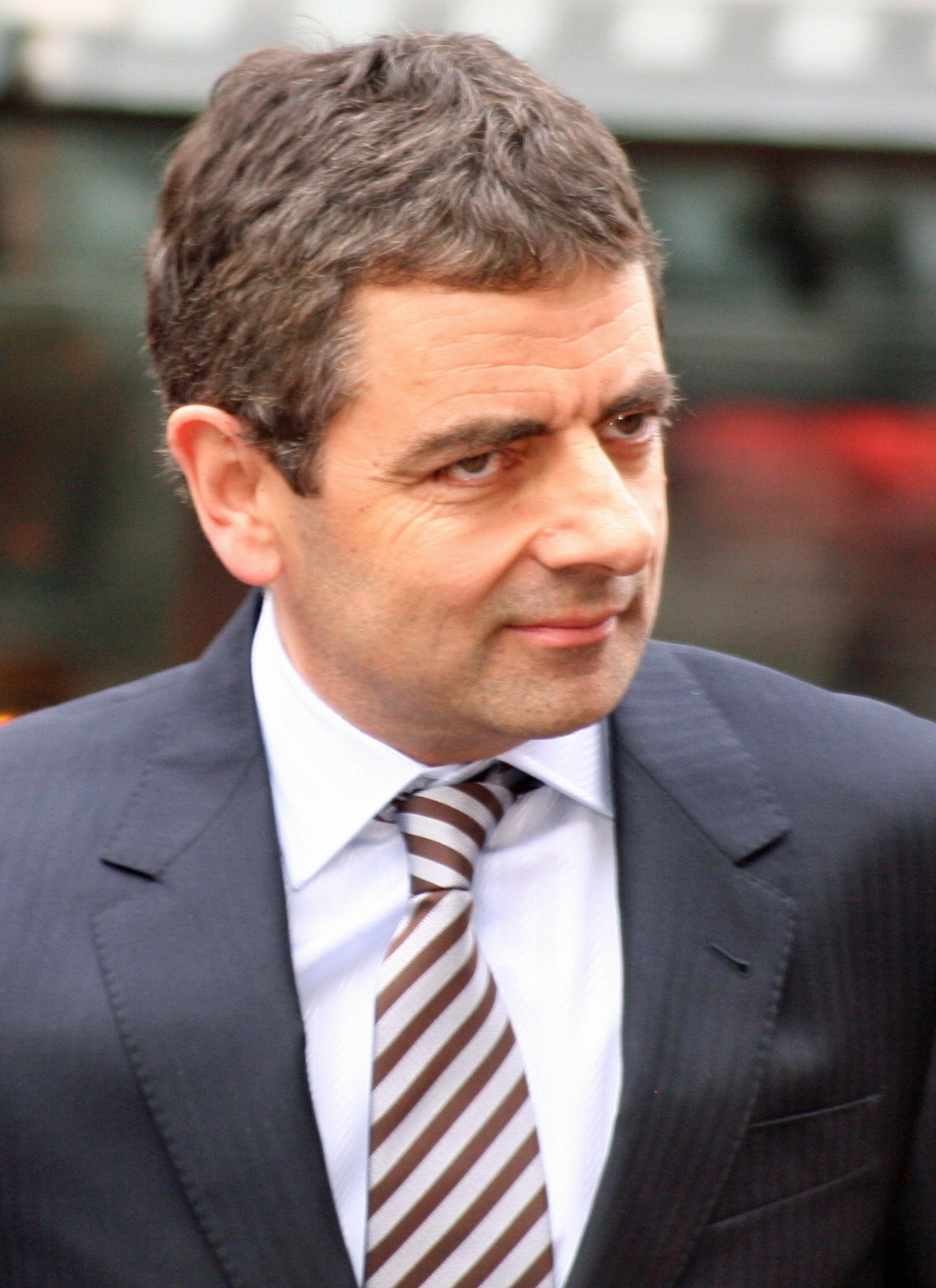
روان أتكينسون خلال العرض الأول عام 2007

إجازة السّيد بين (بالإنجليزية: Mr. Bean's Holiday)‏ "مستر بينز هوليداي"؛ هو فيلم كوميدي، من بطولة روان أتكينسون بدور مستر بين، تم عرض الفيلم في المملكة المتحدة بتاريخ 30 مارس 2007 وبتاريخ 24 أغسطس 2007 في الولايات المتحدة وكندا. وهو الفيلم الثاني الذي يستند إلى السلسلة التلفزيونية الشهيرة مستر بين، حيث سبقه فيلم بين الذي أنتج عام 1997.

## سيرة الأحداث
تبدأ قصة الفيلم في اجتماع في الكنيسة حيث أن هناك جوائز بمناسبة إصلاح سقف الكنيسة يأتي مستر بين ويكون معه الرقم يدلي القس بأن الفائز سيفوز برحلة إلى شواطئ ريفيرا مع 200 يورو لمصروف الجيب في جنوب فرنسا، يقوم القس بخلط الأوراق ويسحب الرقم 919 لكن مستر بين يكون حامل الرقم في المقلوب وييأس ويرمي الورقة بجانب الصبي على قطار اللعبة لتظهر لمستر بين أنه هو الفائز وأنه كان يحمل الرقم بالمقلوب ويقول بصوت علٍ نعم لقد ربحت وتغمره سعادة وتلتقط له صورة.

### بداية الرحلة
يذهب مستر بين إلى القطار السريع ويتحدت مع المضيفة فتقول له القهوة بالفرنسية فيقول لها نعم بالفرنسية نعم ثم تقول له سكر بالفرنسية ثم يقول لها لا بالفرنسية فتقول له أنت تجيد الفرنسية بشكل جيد فيقول لها غراسياس بالأسبانية أي شكراً، يصل إلى محطة غارد دي نورد فيقول لسائق التاكس من فضل إلى محطة غارد دو لايون من فضلك ولسخرية القدر عندما يقوم بترتيب أوراقه يسبقه آخر ويسبقه شخص آخر لسيارة في الخلف مشابهة للسيار الأولى فيقول أوصلني إلى فلك الدفاع فيذهب ذاك ليأخذ أمتعته ليتفاجأ أن مستر بين سبقه دون أن يدرك أن مستر بين سبقه إلى فلك الدفاع في السيارة يشاهد مستر بين برج أيفل ومشاهد جميلة إلى أن يصل للمكان فيرى أنه لم يصل بعد إلى المكان المنشود وهناك يسأل من دون أن يجيبه أحد ويستدل إلى أحد الخرائط الموجودة هناك فيذهب بأتجاه مستقيم وهناك تحدث أمور مضحكة فيوقف السيرة وتكاد السيارات تتصادم عند مفرق قوس النصر ويدخل المطعم ويحدث فوضى عارمة إلى أن يصل محطة أنفاق غارد دي ليون

### الدخول إلى مطعم تران بلو
عند الوصل إلى محطة غارد دو ليون لفت مستر بين نظره إلى باغوتيه فقرر أن يأخذ معه من الباغوتيه بعض المأكولات لأته كان جائعاً فأخرج من ربطة عنقه الحمراء المال لكن لسؤ حظّ مستر بين أنها أدخل المال مع الكرافت وفات القطار الذي يؤدي إلى كان إلى شواطئ ريفيير مما سبب خيبة أمل كبيرة لمستر بين عندها قرر مستر بين أن يتناول الغداء في مطعم تران بلو دخل المطعم وجلس إلى مأدبة الطعام وأخذ لائحة الطعام لكنه احتار مستر بين في الطلب فأقترح عليه الميتر أن يطلب ثمار البحر فوافق مستر بين نظر مستر بين إلى سقف المطعم حيث كان مرسوماً عليه الشاطئ متأملاً رحلته إلى ريفيرا

### مستر بين يرمي الطعام في حقيبة الزبونة
عندما قُدم إليه الطبق مستر بين لم يعرف ماذا يعرف، ربما مستر بين لم يكن متعود على الفاخر في شقته في هايبري فجرّب أوّل مرّة بأن يتذوق لكنه لم يعجبه الطعام ثم أطل الميتر وألح على مستر بين أن يتناول المزيد مما دفع مستر بين إلى التمثيل بأنه يتناول الطعام لكنه يرميه في المنديل المعلق عليه وهنا ماذا يفعل مستر بين؟؟! سوى أنه أزاى السكين ورماه متظاهراً بأنه وقع وعندما نزل ليتناول السكين سكب الطعام في حقيبة السّيدة التي تتناول الطعام في مطعم تران بلو وبعد برهة قليلة رن تلفون السيدة لكن لحسن حظ مستر بين أنه لم يعد يرن مما دفع مستر بين ليدفع المال ويهرب ومن هنا رن هاتف السيدة وعندما تناولت الهاتف وجدت الطعام مرمي في حقيبتها مما دفعها للصراخ عالياً وكانت هذه إحدى مشاهد الفيلم إثارة للضحك.